# 五箇荘駅

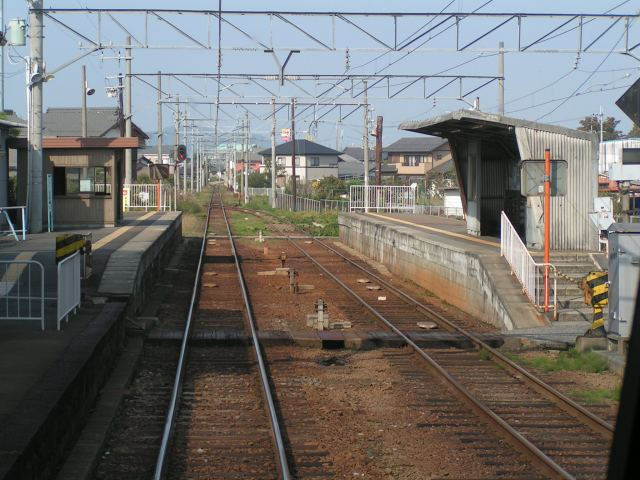
構内（正面が米原方、手前が貴生川方。左が米原方面ホーム、右が貴生川方面ホーム）

五箇荘駅（ごかしょうえき）は、滋賀県東近江市五個荘小幡町にある近江鉄道本線（湖東近江路線）の駅である。駅番号はOR13。

## 歴史
- 1899年（明治32年）3月19日：中山道との交点付近に小幡駅として開業[2]。
- 1910年（明治43年）1月1日：200 mほど南へ移転、五箇荘駅に改称[3]。
- 1943年（昭和18年）頃：引き込み線敷設[4]。
- 1948年（昭和23年）：砂利採取場および引き込み線の所有を西武建設が引き継ぐ。
- 1982年（昭和57年）：老朽化に伴い、駅舎解体[4]。以後現駅舎完成まで、駅舎と呼べる建物が存在しなかった。
- 2000年（平成12年）9月21日：現駅舎竣工。
- 2014年（平成26年）4月：ホームのバリアフリー化が完了。これに伴い、貴生川方面ホームの側線が廃止された。

## 駅構造
相対式ホーム2面2線の無人駅で、構内のすぐ南を東海道新幹線が交差している。現在の駅舎は近江商人発祥地・五個荘の景観に合わせた瓦葺の木造平屋建て。東近江市シルバー人材センター五個荘事業所が併設され、センター職員が駅舎管理やレンタサイクルの貸し出しを行っている。なお、当駅のホーム間は構内踏切で連絡している。

### のりば
| 番線   | 路線                   | 方向 | 行先       |
| ------ | ---------------------- | ---- | ---------- |
| 反対側 | ■本線 （湖東近江路線） | 下り | 貴生川方面 |
| 駅舎側 | ■本線 （湖東近江路線） | 上り | 米原方面   |

※案内上ののりば番号は割り当てられていない。
付記事項
- 「五箇荘」は開業当時の地名表記に基づく駅名であり、現在の地名表記は「五個荘」が一般的である。

- 下り線のりばの東側には側線があり、当駅から八日市・米原方面へ少し進んだ所の辺りから引き込み線が延びる。この引き込み線は愛知川河岸の砂利採取場（西武建設[7]）へ向かっていたが、採取場廃止後は愛知川河岸付近（滋賀県道52号栗見八日市線との交点以東）の線路は撤去され、残りの線路は近江鉄道のバラストの積載線として使用されるが、運行機会は年に数回しかない[8]。

## 利用状況
近年の一日平均乗車人員の推移は下記のとおり。(東近江市統計書より)
| 年度   | 一日平均 乗車人員 |
| ------ | ----------------- |
| 2002年 | 77                |
| 2003年 | 65                |
| 2004年 | 70                |
| 2005年 | 68                |
| 2006年 | 67                |
| 2007年 | 75                |
| 2008年 | 70                |
| 2009年 | 66                |
| 2010年 | 68                |
| 2011年 | 66                |
| 2012年 | 61                |
| 2013年 | 66                |
| 2014年 | 59                |
| 2015年 | 75                |
| 2016年 | 80                |

## 駅周辺

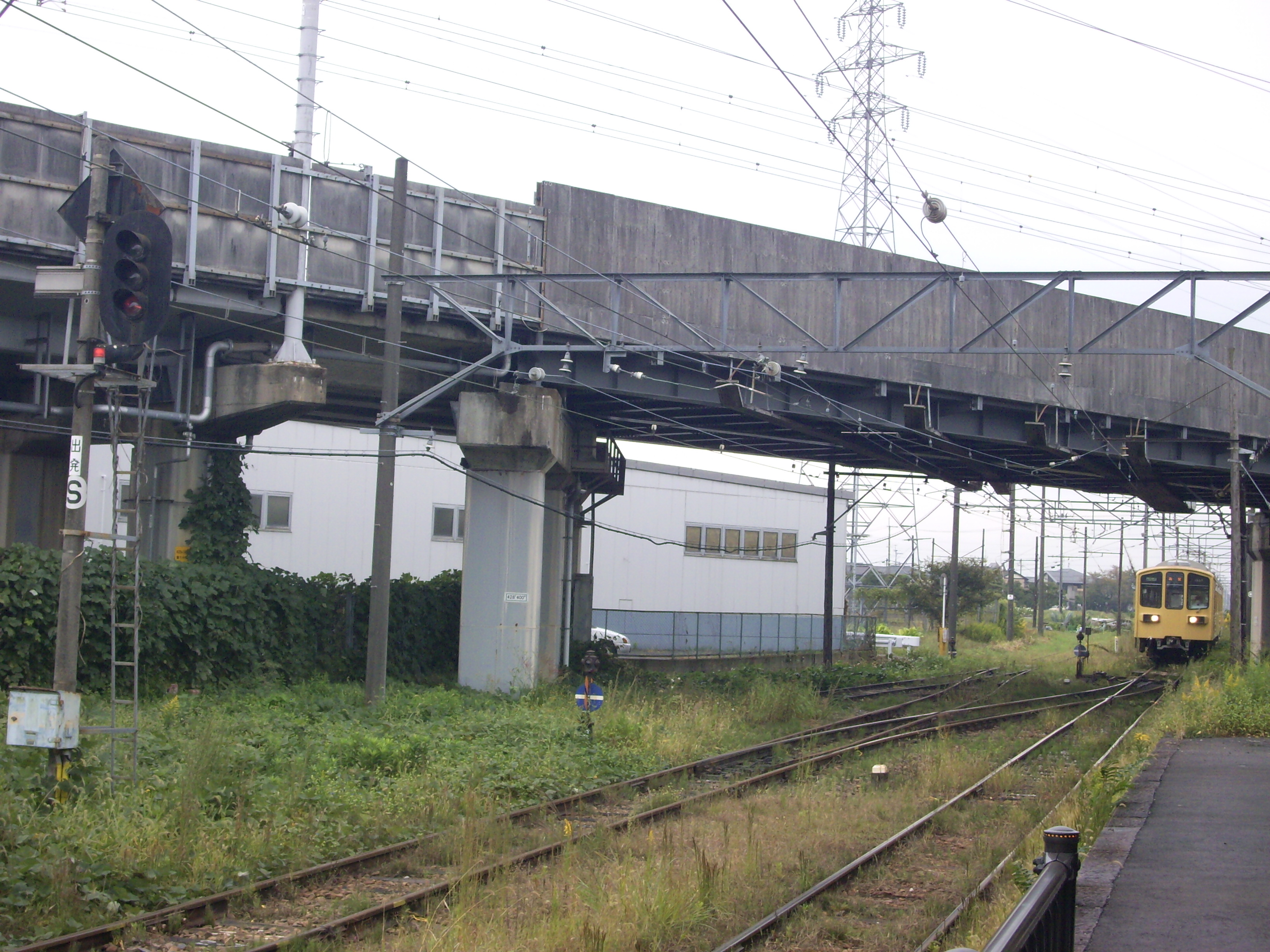
駅南側で東海道新幹線と立体交差する。彦根方面へ向かう列車は犬上川の橋梁付近まで同線と並行する

駅周辺は住宅街であり、商店はほとんどない。五個荘地区の中央部から東にずれた位置であるため、同じく地区東寄りに集中する行政サービス諸施設には比較的近いが、観光の中心である金堂地区までは2 kmほど離れている。
- 東近江市役所五個荘支所
- 五個荘郵便局
- 東近江警察署五個荘交番
- 東近江市五個荘福祉センター
- 東近江市五個荘保健センター
- 東近江市立五個荘中学校
- 東近江市五個荘中央公園
- 東近江市五個荘体育館
- 小幡人形工房
- 国道8号
- 滋賀県道52号栗見八日市線
- 滋賀県道210号五個荘停車場線
- 中山道
- 御代参街道

## タクシー路線
駅南側にちょこっとタクシー「五箇荘駅」停留所があり、当停留所には五個荘エリア（駅周辺と五個荘支所、石馬寺、七里、日吉、伊野部方面を結ぶエリアタクシー）が乗り入れる（要予約）。なお、過去に当駅へ乗り入れた接続交通機関に関する情報は「補足」で解説する。
補足（過去の運行に関すること）
- 旧五個荘町時代は「五個荘町内循環バス」が運行され、便数は少なかったものの、五箇荘駅（バス停名は「五個荘駅」）と町内各地とを結ぶ路線があった。
- 大正末から昭和初期には五個荘自動車によって金堂から五箇荘駅を経由して能登川駅まで乗合自動車が運行され、昭和16年頃までは五箇荘駅と能登川駅を結ぶ乗合馬車もあった[10]。

## 隣の駅
近江鉄道
■本線（湖東近江路線）
愛知川駅（OR12） - 五箇荘駅（OR13） - 河辺の森駅（OR14）

### 記事本文